# Знімок (шаблон проєктування)
Зні́мок (англ. Memento) — це шаблон проєктування, що належить до класу шаблонів поведінки і забезпечує можливість відновлення об'єкта до збереженого (попереднього) стану.

## Призначення
Не порушуючи інкапсуляції, фіксує та виносить за межі об'єкта його внутрішній стан так, щоб пізніше можна було відновити з нього об'єкт.

## Застосування
Слід використовувати шаблон Знімок у випадках, коли:
- необхідно зберегти миттєвий знімок стану об'єкта (або його частини), щоб згодом об'єкт можна було відтворити у тому ж самому стані;
- безпосереднє вилучення цього стану розкриває деталі реалізації та порушує інкапсуляцію об'єкта.

## Структура
- Memento — контекст:

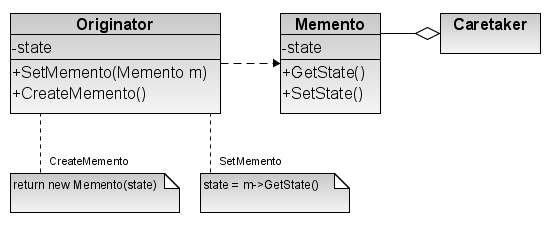
UML діаграма, що описує структуру шаблону проєктування Знімок

  - зберігає внутрішній стан об'єкта Originator. Обсяг інформації, що зберігається, може бути різним та визначається потребами хазяїна;
  - забороняє доступ усім іншим об'єктам окрім хазяїна. По суті знімок має два інтерфейси. Опікун Caretaker користується лише вузьким інтерфейсом знімку — він може лише передавати знімок іншим об'єктам. Навпаки, хазяїн користується широким інтерфейсом, котрий забезпечує доступ до всіх даних, необхідних для відтворення об'єкта (чи його частини) у попередньому стані. Ідеальний варіант — коли тільки хазяїну, що створив знімок, відкритий доступ до внутрішнього стану знімку;
- Originator — хазяїн:
  - створює знімок, що утримує поточний внутрішній стан;
  - використовує знімок для відтворення внутрішнього стану;
- CareTaker — опікун:
  - відповідає за зберігання знімка;
  - не проводить жодних операцій над знімком та не має уявлення про його внутрішній зміст.

## Відносини

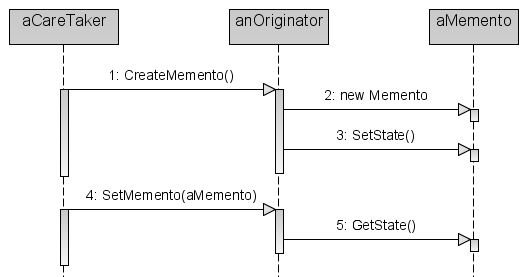
UML діаграма, що описує відносини між об'єктами шаблону проєктування Знімок

- опікун запитує знімок у хазяїна, деякий час тримає його у себе, опісля повертає хазяїну. Іноді цього не відбувається, бо хазяїн не має необхідності відтворювати свій попередній стан;
- знімки пасивні. Тільки хазяїн, що створив знімок, має доступ до інформації про стан.

## Переваги
- Забезпечує спосіб запису внутрішнього стану об'єкта в окремому об'єкті, не порушуючи закону дизайну.
- Усуває потребу в багаторазовому створенні того ж об'єкта з єдиною метою збереження його стану.
- Спрощує Originator, даючи відповідальність за зберігання Memento серед Caretaker.

## Недоліки
- Збереження та відновлення стану може зайняти багато часу.
- Об'єкт Memento повинен забезпечувати два типи інтерфейсів: вузький інтерфейс для Caretaker і широкий інтерфейс для Originator.
- Дозволяє іншому об'єкту довільно змінити стан об'єкта